# Хлудовская псалтырь
Хлу́довская псалты́рь — манускрипт на греческом языке, созданный в Византии около 850 г., предположительно, в константинопольском Студийском монастыре.
Одна из старейших сохранившихся псалтырей и одна из трех, оставшихся с IX века. Создана в период иконоборчества и имеет ряд иллюстраций на данную тематику. Хранится в рукописном собрании Государственного Исторического Музея в Москве, № 129д.
В 2025 году ЮНЕСКО внесло Хлудовскую псалтырь в международный реестр «Память мира».

## История
Рукопись получила название по фамилии собирателя — Алексея Ивановича Хлудова.
В. Н. Лазарев датирует её приблизительно 787—815 гг. Кондаков предположил, что она была создана в Студийском монастыре. А. Н. Грабар считал, что миниатюра была создана в мастерской патриарха Фотия, а художником был его близкий друг — епископ Сиракузский Григорий Асбест, и датировал её 858—867 гг.
В XII—XIII веках иллюстрации Хлудовской Псалтири были целиком переписаны.
Из сохранившихся на страницах рукописи записей известно, что она находилась некоторое время на Афоне, в Лавре Святого Афанасия, а потом на о. Халки. Известный славист XIX века Виктор Иванович Григорович привез её из своего длительного путешествия по Балканам в 1844-47 гг.. Некоторое время она находилась в собрании А. И. Лобкова, почему её также называли иногда «Лобковская рукопись». К концу 1860-х гг. манускрипт находился уже в собрании Хлудова, и в это время он становится широко известным. Хлудов завещал своё собрание рукописей и книг старой печати Единоверческому Никольскому монастырю в Москве, куда и попала книга после смерти собирателя в 1882 г. C 1917 г. национализирована и хранится в Историческом музее.
Эта рукопись по важному значению украшающих её миниатюр, как и в художественном, так и в археологическом и церковном отношении едва ли не самая замечательная из всех, находящихся в нашем Отечестве. (Ф.И.Буслаев)

## Иконоборческая тематика

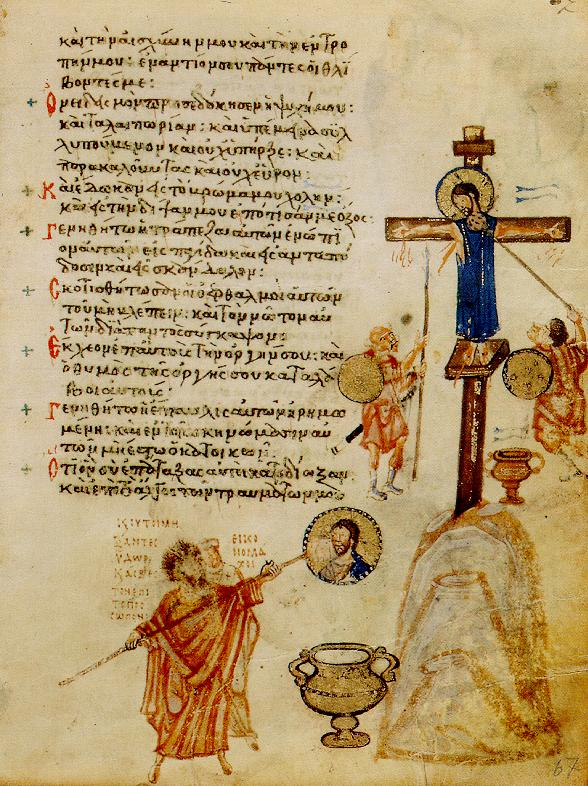
Распятие с иконоборцами

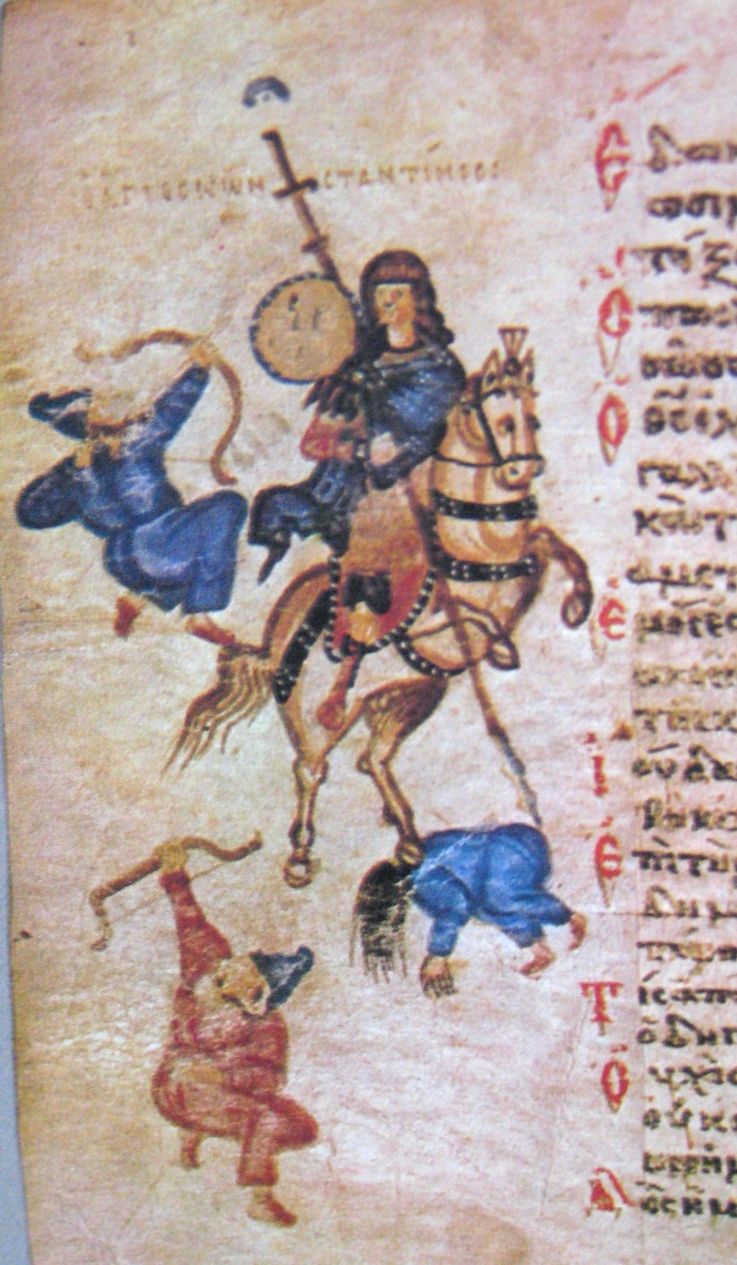
Константин Великий

Своеобразна манера иллюстрирования рукописи: помимо рисунков, относящихся к текстам псалмов, художник комментирует действия иконоборцев, сопоставляя их с евангельскими событиями. Например, такова миниатюра с Распятием, одна из самых известных иллюстраций рукописи: воин справа подносит Христу губку, пропитанную уксусом, другой воин пронзает Спасителя копьем, в то время как внизу иконоборцы Иоанн Грамматик и епископ Антоний Силейский замазывают известью икону Христа с помощью такого же длинного шеста. Сосуд с известью той же формы, что и сосуд с уксусом.
Присутствует значительный острополемический оттенок. «Иконоборцы обвиняются во всех смертных грехах: дьявол ссужает их золотом, они клевещут на Бога, волоча по земле огромные языки, они замазывают известью иконы. На одной из миниатюр представлен патриарх Никифор, яростно попирающий ногами иконоборца Иоанна Грамматика, сделавшегося позже патриархом (837—843). Все это придает миниатюрам Хлудовской Псалтири нарочито злободневный характер. На многих страницах рукописи чувствуются живые отголоски страстной борьбы иконопочитателей с иконоборцами».
Как отмечает Лазарев, именно злободневность изображений, в которых центральную роль играет патриарх Никифор (806—815) и в которых отсутствуют патриарх Мефодий и императрица Феодора, восстановившие иконопочитание в 843 году, говорит против датировки Хлудовской Псалтири 858—867 годами, как это делает А. Н. Грабарь. С другой стороны, предполагается, что рукопись создана, когда иконоборчество было уже побеждено.

## Описание

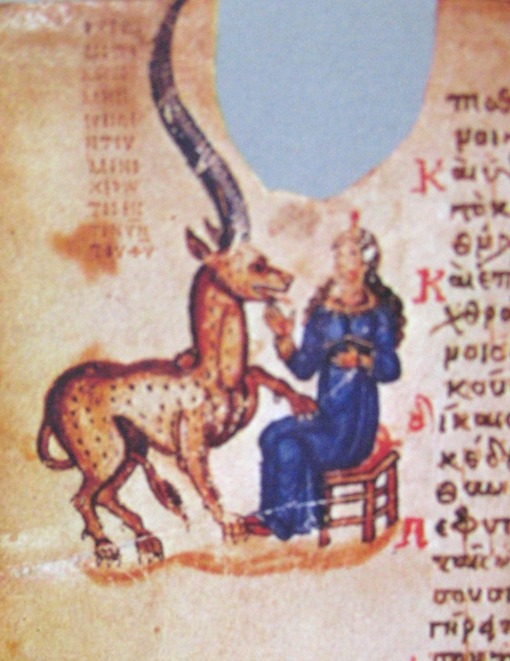
Пострадавшая миниатюра со сценой укрощения единорога

Хлудовская псалтырь представляет собой небольшую рукопись на пергаменте размером 19,5×15 см, она имеет 169 листов по 23 строки на странице. Первоначально текст был написан уставом IX века, коричневые чернила с течением времени выцвели, древнее письмо было смыто, и текст был переписан вновь минускулом XIII века. Начертания древнего устава частично прослеживаются под новым письмом. Заглавия псалмов написаны киноварным уставом.
Основное содержание рукописи составляет книга псалмов. В конце рукописи (л. 147—169) идут 15 библейских песен и богослужебные последования. Миниатюры рукописи (за исключением двух) расположены на полях и являются древнейшим образцом так называемой монастырской или прообразовательной редакции псалтырной иллюстрации. Сохранилось 209 миниатюр, неравномерно распределённых по тексту. Изображения также были сильно поновлены около XIII века. В разное время из рукописи были вырезаны целые листы, или же отдельные миниатюры — 9 листов полностью и 11 отдельных миниатюр или их фрагментов.
Переплёт относится к XV веку, некоторые миниатюры пострадали при обрезке листов рукописи при переносе в новый переплёт. Поэтому предполагают, что первоначальный размер мог быть больше, около 21,5×17 см..

### Стилистика

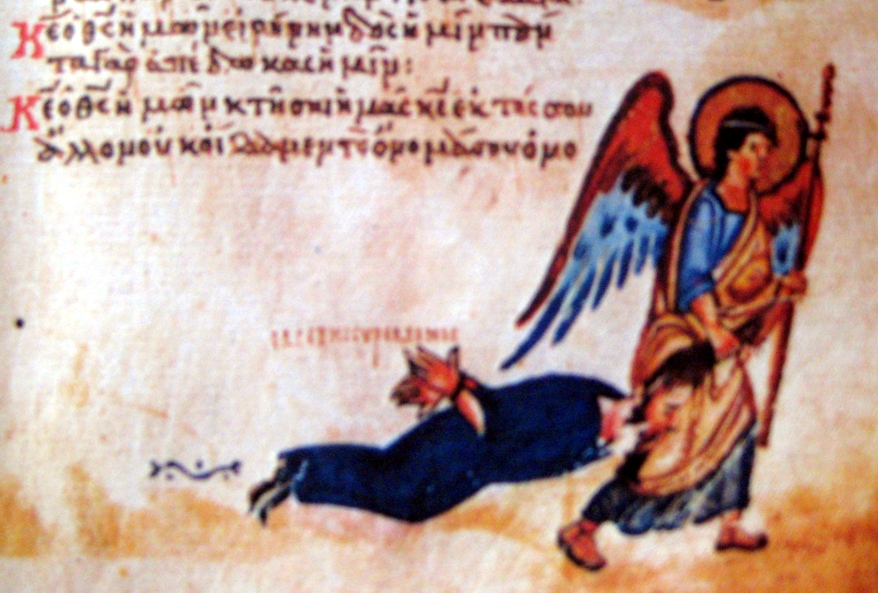
Ангел тащит иконоборца за волосы

Как отмечают искусствоведы, в качестве образца рукописной книги «Хлудовская псалтирь» весьма необычна: иллюстрации на полях органично слиты с текстом. Они не образуют горизонтальные фризы и не являются страничными миниатюрами, свободно разбросаны по поверхности листа и образуют с текстом единую композиционную структуру. Подобная редакция возникла в раннехристианскую эпоху на сирийской почве, а в эпоху восстановления иконопочитания была значительно расширена и подверглась переработке. Как доказал Н. В. Малицкий, Хлудовская Псалтирь и близко к ней примыкающие Псалтири в монастыре Пантократора на Афоне (cod. 61, конец IX века) и в Национальной библиотеке в Париже (gr. 20, начало X века) представляют как раз эту позднейшую редакцию. Из трёх названных рукописей Хлудовская Псалтирь является наиболее высокой по качеству. Книга является прекрасным образцом псалтырного текста с маргинальными иллюстрациями, художник использует прежде всего нижнее поле страницы, употребляя и угол текста.

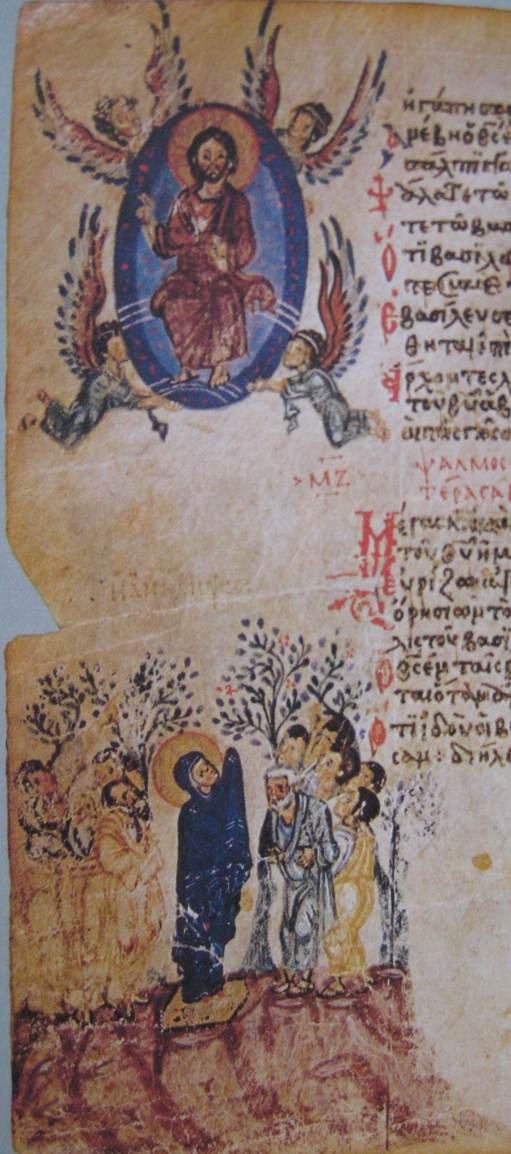
Вознесение

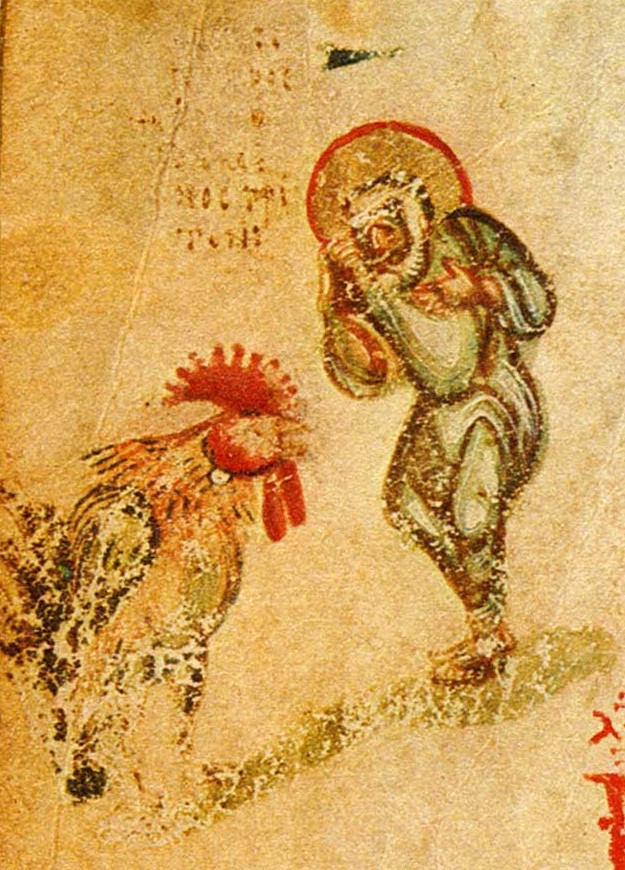
Апостол Петр и петух

В лепке фигур ясно проступают традиции античности: округлые, с прекрасными классическими пропорциями, они демонстрируют ясное знание анатомической структуры человеческого тела, лишь слегка деформированной в угоду большей выразительности. Действие разворачивается динамично, персонажи предстают в неожиданных ракурсах и отличаются подчеркнуто бурной жестикуляцией; в изображениях негативных героев много почти карикатурных профилей.
Выразительные средства миниатюр «Хлудовской псалтири» порой кажутся резкими, экстравагантными и даже грубоватыми. Тем не менее ошибкой было бы думать, что их стиль — проявление архаичного народного искусства. За уверенным и смелым почерком в воспроизведении зримого мира стоит зрелое мастерство, высокая культура художественного языка, восходящая к греческим традициям.

К сожалению, иллюстрации Хлудовской Псалтири целиком переписаны в XII—XIII веках — так как первоначальные чернила сильно выцвели. Но на основе отдельных фрагментов старой живописи, как отмечает Лазарев, можно получить представление о первоначальном стиле миниатюр. Они были выполнены в лёгкой живописной манере. Фигуры не были обведены грубыми контурными линиями, выделяясь на фоне пергамента в виде мягких пятен, не утративших ещё связи с традициями античного импрессионизма. Колорит строился на нежных, деликатных красках, среди которых преобладали бледно-лиловые, синие, розовато-красные, зеленые и песочно-желтые тона. (Эта живописная трактовка лишний раз указывает на константинопольское происхождение рукописи).
Интересны и чисто народные черты, которые, по мнению Лазарева дают о себе знать в стиле её миниатюр: большие, тяжелые головы, приземистые выразительные фигуры, угловатые, резкие, полные живости движения, своеобразная манера перегружать поля страницы крупными изображениями, наивная обстоятельность рассказа, нередко изобилующего реалистическими деталями, грубоватый юмор — все эти элементы восходят к народным источникам. «Никогда больше константинопольское искусство не говорило на таком языке. Поддавшись на несколько десятилетий натиску народного искусства, оно перешло вскоре в ответное наступление, решительно обратившись к эллинистической традиции, которая способствовала растворению в неоклассическом стиле конца IX века столь опасных для его самобытности влияний. Этот перелом произошел уже в эпоху Македонской династии, чья художественная культура составляет одну из самых блестящих страниц в истории византийского искусства».